# Erenumabe
Erenumabe (nome comercial: Aimovig) é um fármaco utilizado para o tratamento preventivo da enxaqueca. Foi aprovado pelo FDA em maio de 2018. Sua administração ocorre uma vez ao mês por via subcutânea. Foi desenvolvido pela Novartis e pela Amgen.

## Farmacologia e mecanismo de ação
O fármaco é um anticorpo monoclonal humano dirigido contra o peptídeo relacionado ao gene da calcitonina (CGRPR). Se une de forma competitiva, seletiva e reversível aos receptores celulares de CGRP. O CGRP é uma substância que encontra-se no sistema nervoso central e periférico e está relacionado com a resposta vasodilatadora e dor, que por sua inibição contribuem para que não apareçam crises de enxaqueca.